# Jakup Asipi
Jakup Asipi lub Jakup Hasipi (mac. Јакуп Асипи, Јакуп Хасипи; ur. 2 lutego 1951 w Slupčanem, zm. 7 stycznia 2006 w Kumanowie) – jugosłowiański i macedoński teolog oraz duchowny muzułmański narodowości albańskiej, mufti Kumanowa i Lipkowa w latach 2003–2006.

## Życiorys
Ukończył naukę w szkole podstawowej w rodzinnym Slupčanem. Kształcił się następnie w medresie al-Furkan w Damaszku, którą ukończył w 1980 roku. W 1985 roku ukończył studia teologiczne na Al-Azharze w Kairze, po czym odbył studia podyplomowe w Bejrucie.
W latach 1985–1990 pełnił posługę imama w meczecie w Leverkusen, następnie wrócił do Jugosławii. Należał do głównych strategów organizacji albańskich separatystów w konflikcie w Tetowie w 2001 roku.
W 2003 roku został wybrany muftim Kumanowa i Lipkowa, zginął dnia 7 stycznia 2006 roku w wypadku samochodowym.